# Olios sjostedti
Olios sjostedti là một loài nhện trong họ Sparassidae.
Loài này thuộc chi Olios. Olios sjostedti được Roger de Lessert miêu tả năm 1921.